# Catacombe ad clivum Cucumeris
De Catacombe ad clivum Cucumeris (Italiaans: Catacomba ad clivum Cucumeris) is een van de catacombecomplexen in de Italiaanse stad Rome. De catacombe ligt aan de Via Salaria ten noorden van de door de Aureliaanse Muur omgeven stadskern.
Oude bronnen situeren deze catacombe aan de Via Salaria vetus, die overeenkomt met de huidige route Via Paisiello-Via Bertoloni-Via Oriani, en plaatsen deze als de laatste in topografische volgorde wanneer men Rome verlaat, na de Catacombe van Pamphilus en de Catacombe van Hermes. De Notitia ecclesiarum urbis Romae, een gids voor pelgrims uit de zevende eeuw, nodigde de gelovigen uit om, na een bezoek aan de Catacombe van Valentinus aan de Via Flaminia, naar de Via Salaria te gaan en, alvorens Catacombe van Hermes te bereiken, naar de begraafplaats van Sint-Johannes ad clivum cucumeris (letterlijk "bij de beklimming van de watermeloen" of "komkommer") te gaan.
De catacombe wordt op verschillende manieren aangeduid: sancti Ioannes ad clivum cucumeris, septem palumbae, coemeterium ad caput sancti Iohannis. De verwijzing is naar de priester Johannes, die naar verluidt het martelaarschap van onthoofding heeft ondergaan ten tijde van Julianus Apostata: het hoofd werd bewaard in een basiliek boven de grond, terwijl de rest van het lichaam werd begraven in de catacombe. Naast Johannes getuigen oude bronnen van de aanwezigheid van andere martelaren: Liberato, Diogenes en Bonifatius, Festus en Basto en Longinus.
Pasquale Testini veronderstelde een positie in overeenstemming met het Acqua Acetosa-gebied, terwijl anderen de catacombe identificeren met Via Francesco Denza, een weg met een steile helling, die aftakt van de weg die overeenkomt met de Salaria vetus, en draait in de richting van de Via Flaminia. Het onderzoek dat tussen 1954 en 1955 werd uitgevoerd door pater Umberto Maria Fasola, in een gebied tussen de straten Denza, Bertoloni en Mercalli, bracht hem ertoe aan te kondigen dat hij de catacombe had ontdekt. Nieuwe studies plaatsen het op een deverticulum van de Via Salaria vetus ter hoogte van Via Denza en Via Oriani.